# Bygg-Fast
Bygg-Fast är ett fastighetsutvecklingsbolag som startade 1979 i Sverige.
Verksamheten bygger på en kombination av projektledning och fastighetsutveckling. 
Företaget grundades 1979 av nuvarande storägaren Keith Olsson. 7 juni 1988 noterades företagets aktier på Nasdaq OMX Stockholm. Under fastighetskrisen 1993 avnoteras aktien från börsen och bolaget likvideras. 1995 ombildas bolaget till sin nuvarande form. 
Bland tidigare uppdrag återfinns bland annat Saltimporten i Malmö, Entré Malmö, Gina Tricots huvudkontor och Torslandaskolan.